# Tirà cardenal de les Galápagos
El tirà cardenal de les Galápagos (Pyrocephalus nanus) és un ocell de la família dels tirànids (Tyrannidae).

## Hàbitat i distribució
Habita matolls àrids de les illes Galápagos.